# Uloborus albofasciatus
Uloborus albofasciatus es una especie de araña araneomorfa del género Uloborus, familia Uloboridae. Fue descrita científicamente por Chrysanthus en 1967.
Habita en Nueva Guinea.